# Kismihály
Kismihály (1899-ig Mihajló, szlovákul: Michajlov, ukránul: Mihaljiv) község Szlovákiában, az Eperjesi kerület Szinnai járásában.

## Fekvése
Szinnától 30 km-re, délkeletre fekszik.

## Története
Írott forrásban 1547-ben említik először. A falut a 16. század második felében a vlach jog alapján ruszinokkal telepítették be.
A 18. század végén Vályi András így ír róla: „MIHALO. Orosz falu Zemplén Várm. földes Ura Bernát Uraság, lakosai görögkatolikusok, fekszik Ladomér, és Strikócznak szomszédságában, határja két nyomásbéli, zabot leg inkább terem, középszerűen árpát, kölest, tatárkát, és krompélyt, erdeje igen kevés, legelővel bővelkedik, piatzok Ungváron, és Homonnán.”
Fényes Elek 1851-ben kiadott geográfiai szótárában így ír a faluról: „Miháljó, orosz falu, Zemplén vármegyében, Szinna fil. 230 g. kath., 11 zsidó lak., 275 hold szántóföldekkel, erdővel. F. u. Mokcsay. Ut. posta Nagy-Mihály.”
Borovszky Samu monográfiasorozatának Zemplén vármegyét tárgyaló része szerint: „Kismihály, azelőtt Mihajló, még régebben Michalov. Hajdan a homonnai uradalomhoz tartozott; 1774-ben azonban már Mokcsay Pál és Vadászy Dániel a földesurai. A mult század elején Mankovics Mihály bírta, azután a Pini és Kay bécsi czégé, majd Hirsch Rudolfé lett, míg most Gutmann Lipótnak van itt nagyobb birtoka. Gör. kath. temploma 1841-ben épült. A községnek 22 háza és 161 lakosa van, a kik mind gör. kath. vallású ruthének. Postája Ublya, távírója és vasúti állomása Kisberezna.”
1920 előtt Zemplén vármegye Szinnai járásához tartozott, majd az újonnan létrehozott csehszlovák államhoz csatolták. 1939 és 1945 között ismét Magyarország része.

## Népessége
| Év:            | 1994. | 2004.   | 2014.    | 2024.    |
| -------------- | ----- | ------- | -------- | -------- |
| Emberek száma: | 122   | 112     | 96       | 81       |
| Eltérés:       |       | -8,19 % | -14,28 % | -15,62 % |

| Év:            | 2023. | 2024.   |
| -------------- | ----- | ------- |
| Emberek száma: | 83    | 81      |
| Eltérés:       |       | -2,40 % |

1910-ben 190, túlnyomórészt ruszin anyanyelvű lakosa volt.
2001-ben 103 lakosából 79 szlovák, 15 ruszin, 5 ukrán volt.
2011-ben 100 lakosából 76 szlovák, 19 ruszin, 3 ukrán és 2 cseh volt.

## Nevezetességei
- Görögkatolikus temploma 1841-ben a korábbi fatemplom helyén épült.